# 1963-as Formula–1 Solitude nagydíj
Az 1963-as Formula–1 Solitude Nagydíj egy, a világbajnokság végkimenetelébe be nem számító verseny volt az 1963-as Formula–1 világbajnokság során.

## Végeredmény
| Poz. | Versenyző               | Csapat                        | Konstruktőr        | Idő/Kiesés oka      | Rajtrács |
| ---- | ----------------------- | ----------------------------- | ------------------ | ------------------- | -------- |
| 1    | Jack Brabham            | Brabham Racing Organisation   | Brabham-Climax     | 1.40.06.9           | 2        |
| 2    | Peter Arundell          | Team Lotus                    | Lotus-Climax       | + 24.7 s            | 4        |
| 3    | Innes Ireland           | British Racing Partnership    | BRP-BRM            | + 2:30.5 s          | 6        |
| 4    | Lorenzo Bandini         | Scuderia Centro Sud           | BRM                | + 3:39.1 s          | 10       |
| 5    | Gerhard Mitter          | Ecurie Maarsbergen            | Porsche            | 24 kör              | 11       |
| 6    | Jim Hall                | British Racing Partnership    | Lotus-BRM          | 24 kör              | 9        |
| 7    | Carel Godin de Beaufort | Ecurie Maarsbergen            | Porsche            | 24 kör              | 13       |
| 8    | Bob Anderson            | DW Racing Enterprises         | Lola-Climax        | 24 kör              | 12       |
| 9    | Jo Bonnier              | Rob Walker Racing Team        | Cooper-Climax      | 23 kör              | 3        |
| 10   | Mário de Cabral         | Scuderia Centro Sud           | Cooper-Maserati    | 23 kör              | 18       |
| 11   | Bernard Collomb         | Bernard Collomb               | Lotus-Climax       | 22 kör              | 21       |
| 12   | André Pilette           | Tim Parnell                   | Lotus-Climax       | 21 kör              | 22       |
| NC   | Ian Raby                | Ian Raby (Racing)             | Gilby-BRM          | 20 kör              | 17       |
| NC   | Philip Robinson         | Tim Parnell                   | Lotus-Climax       | 20 kör              | 19       |
| NC   | Mike Hailwood           | Reg Parnell (Racing)          | Lola-Climax        | 18 kör              | 14       |
| NC   | Günther Seiffert        | Rhine-Ruhr Racing Team        | Lotus-BRM          | 18 kör              | 20       |
| NC   | Jim Clark               | Team Lotus                    | Lotus-Climax       | 17 kör              | 1        |
| Ki   | Jo Siffert              | Siffert Racing Team           | Lotus-BRM          | Valve               | 7        |
| Ki   | Ernst Maring            | Kurt Kuhnke                   | BKL Lotus-Borgward | Motor               | 25       |
| Ki   | Tony Settember          | Scirocco-Powell (Racing Cars) | Scirocco-BRM       | Valve               | 15       |
| Ki   | Ian Burgess             | Scirocco-Powell (Racing Cars) | Scirocco-BRM       | Ignition            | 27       |
| Ki   | Phil Hill               | Ecurie Filipinetti            | Lotus-BRM          | Üzemanyag           | 16       |
| Ki   | Chris Amon              | Reg Parnell (Racing)          | Lola-Climax        | Motor               | 8        |
| Ki   | Trevor Taylor           | Team Lotus                    | Lotus-Climax       | Crownwheel & pinion | 5        |
| Ki   | Tim Parnell             | Tim Parnell                   | Lotus-BRM          | motor               | 23       |
| Ki   | Ron Carter              | Tim Parnell                   | Lotus-Climax       | Motor               | 26       |
| Ki   | Kurt Kuhnke             | Kurt Kuhnke                   | BKL Lotus-Borgward | Motor               | 24       |
| VL   | Carlo Mario Abate       | Scuderia Centro Sud           | Cooper-Maserati    |                     | -        |
| VL   | Jo Schlesser            | Jo Schlesser                  | Brabham-Ford       |                     | -        |